# Comoranthus
Comoranthus  é um gênero botânico da família Oleaceae.
Encontrado na África,Madagascar e o Comores

## Espécies
- Comoranthus obconicus
- Comoranthus minor
- Comoranthus madagascariensis

## Nome e referências
Comoranthus Knoblauch, 1934